# Maison des Mémoires
La Maison des Mémoires, également connue sous le nom Maison Joë Bousquet, est un musée et lieu culturel public situé à Carcassonne.
Dans ce bâtiment du XVIe siècle, situé dans la bastide Saint-Louis, surnommé la « maison aux cent fenêtres », le poète surréaliste Joë Bousquet (1897-1950) vécut paralysé de 1924 à sa mort. Il y reçut de nombreuses personnalités artistiques et intellectuelles de la première moitié du XXe siècle.
Cet hôtel particulier fut la demeure de Joseph Dupré (1742-1823), marchand-fabricant de draps, député de la Sénéchaussée de Carcassonne pour le Tiers-État (1789-1791), maire (1791-1792) et président de la chambre de commerce et d'industrie de Carcassonne. Il fut un temps de 1827 à 1924, le siège du « Cercle du Salon »,cofondé par l'ancien trésorier de Napoléon (1815) et maire de Carcassonne (1832-1835) Guillaume Peyrusse. Installé au premier étage,il accueillit un grand nombre de notables carcassonnais, dont Rose Joseph Teisseire, Jacques-Alphonse Mahul et Paul Lacombe.
Ouverte au public depuis 1995, après l'acquisition de l'immeuble par le Conseil général de l'Aude en 1993, la Maison des Mémoires héberge une exposition permanente autour de Joë Bousquet, animée par l'association du « Centre Joë Bousquet et son temps », avec notamment sa chambre conservée en l'état ainsi que  certains de ses manuscrits, un centre de documentation et des expositions temporaires.
Le siège et la bibliothèque du « Groupe audois de recherche et d’animation ethnographique » (GARAE), qui fut présidé par l'ethnologue Daniel Fabre se trouve au deuxième étage.
Elle abrita également, au troisième étage, de 1995 à 2011, le « Centre d'études cathares », fondé par l'historien René Nelli,.

Elle est labellisée Maison des Illustres depuis 2011.

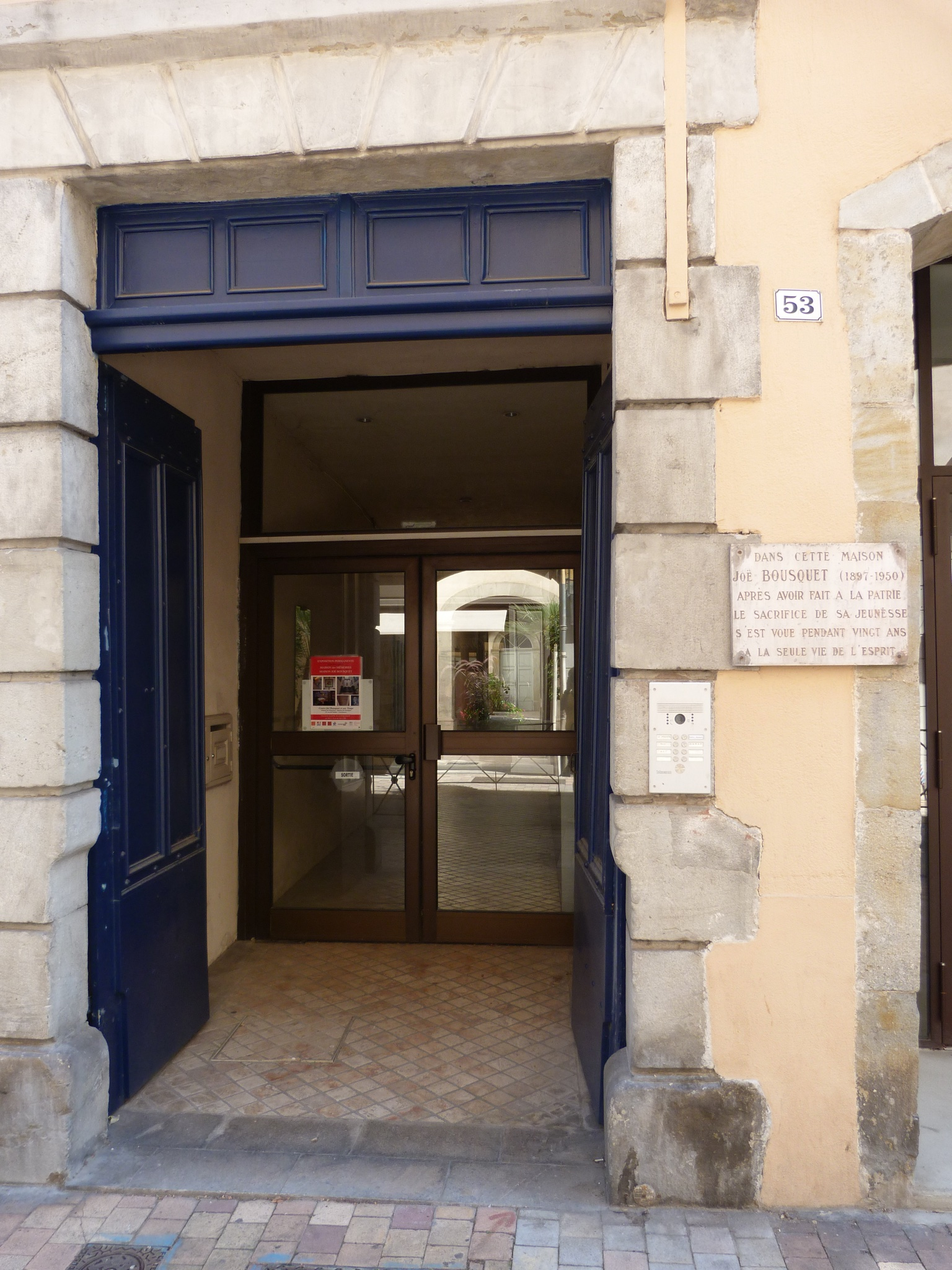
Entrée de la « Maison des Mémoires ».
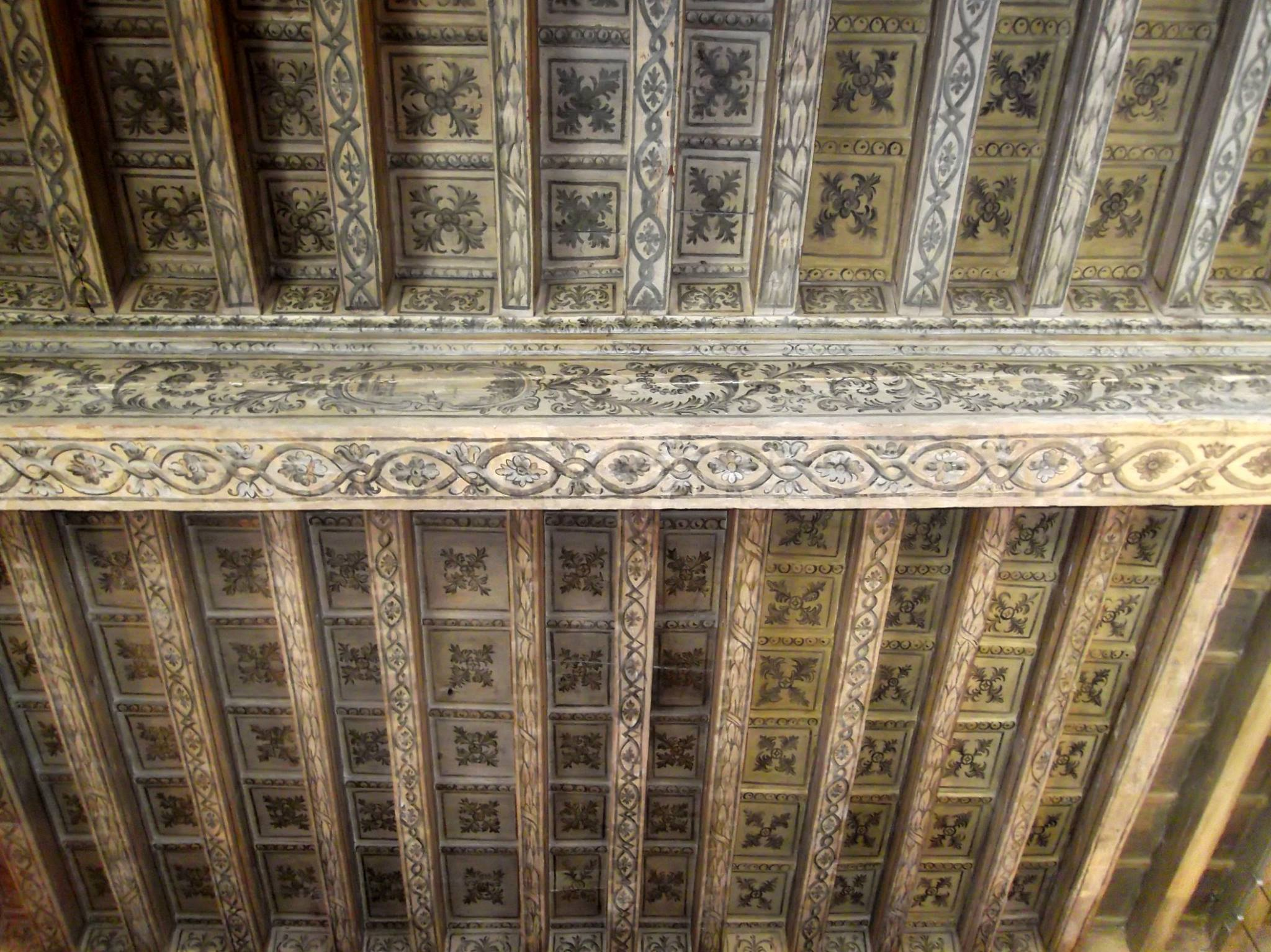
Plafond peint, visible au 1er étage.
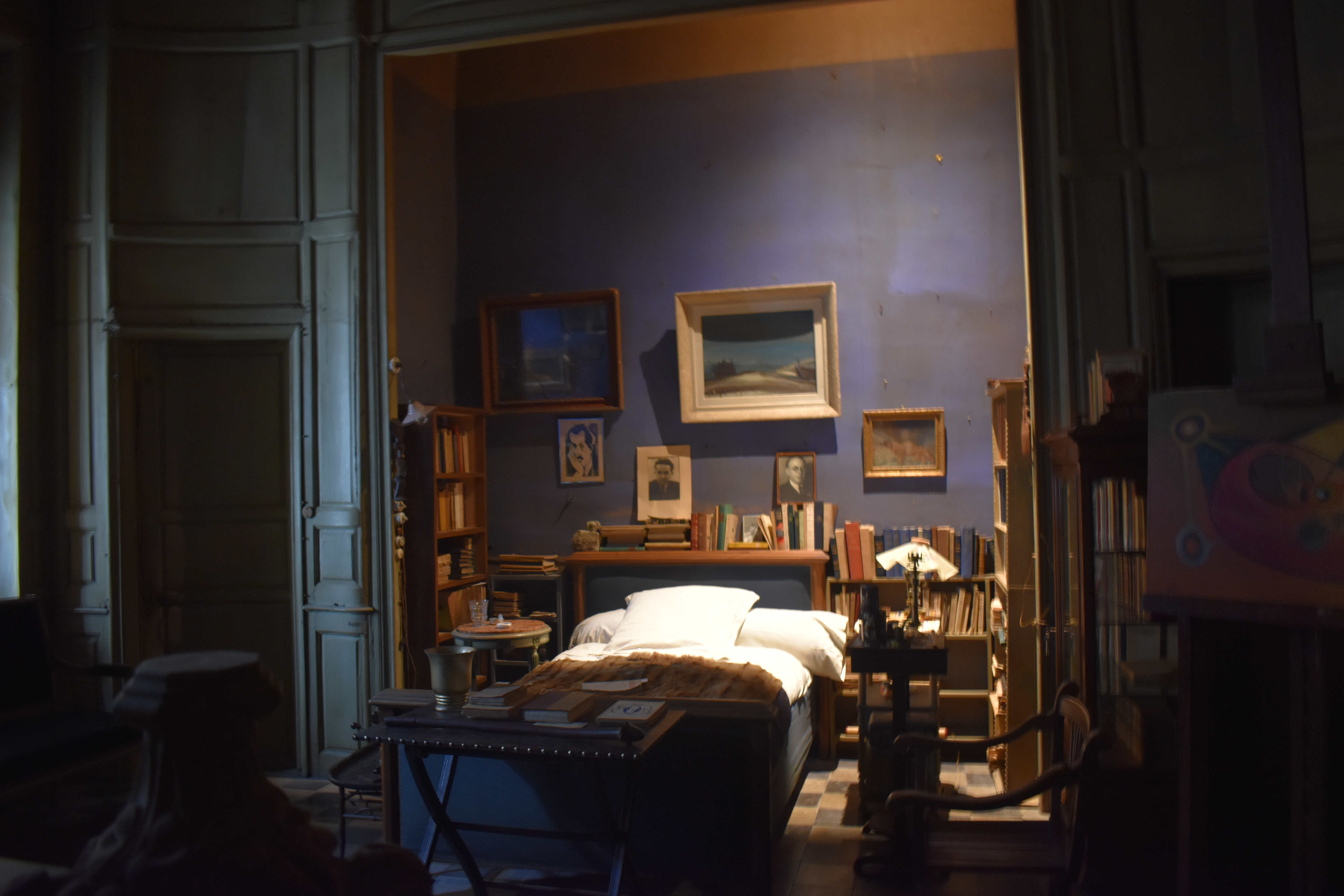
Chambre de Joë Bousquet conservée en l'état.
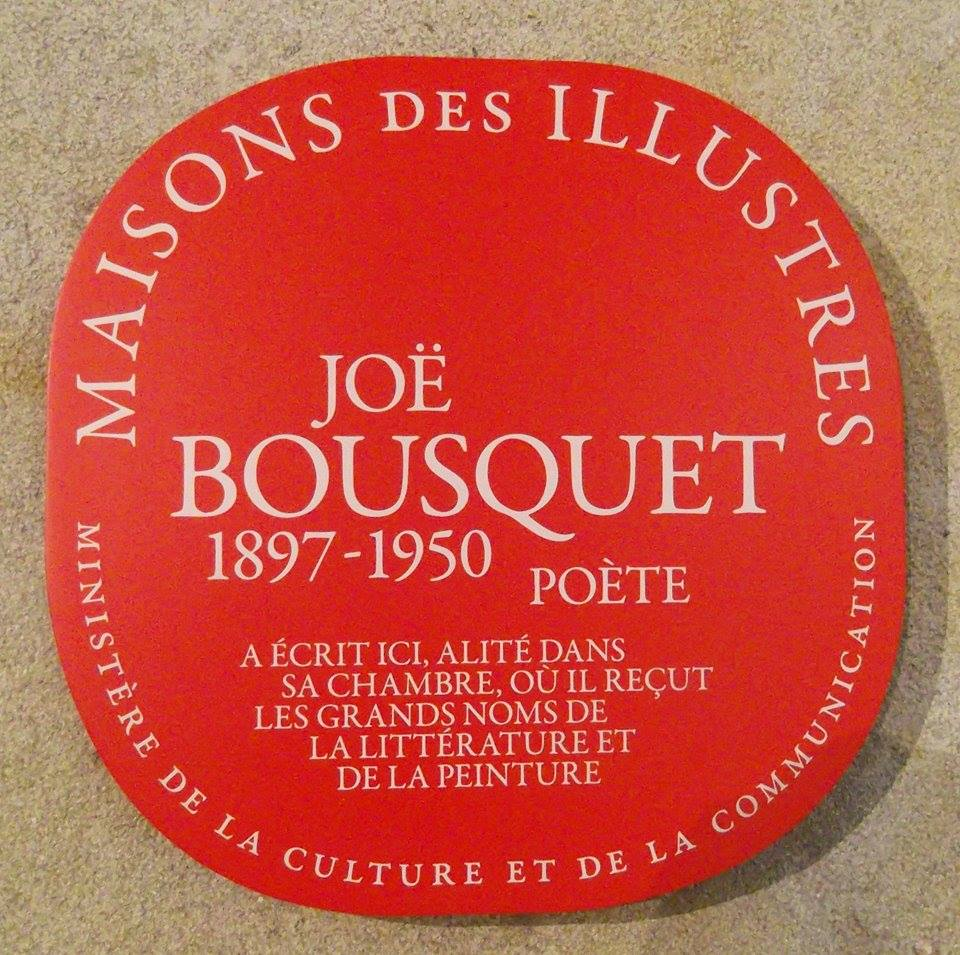
Plaque officielle indiquant la « Maison des Illustres» dédiée à Joë Bousquet.
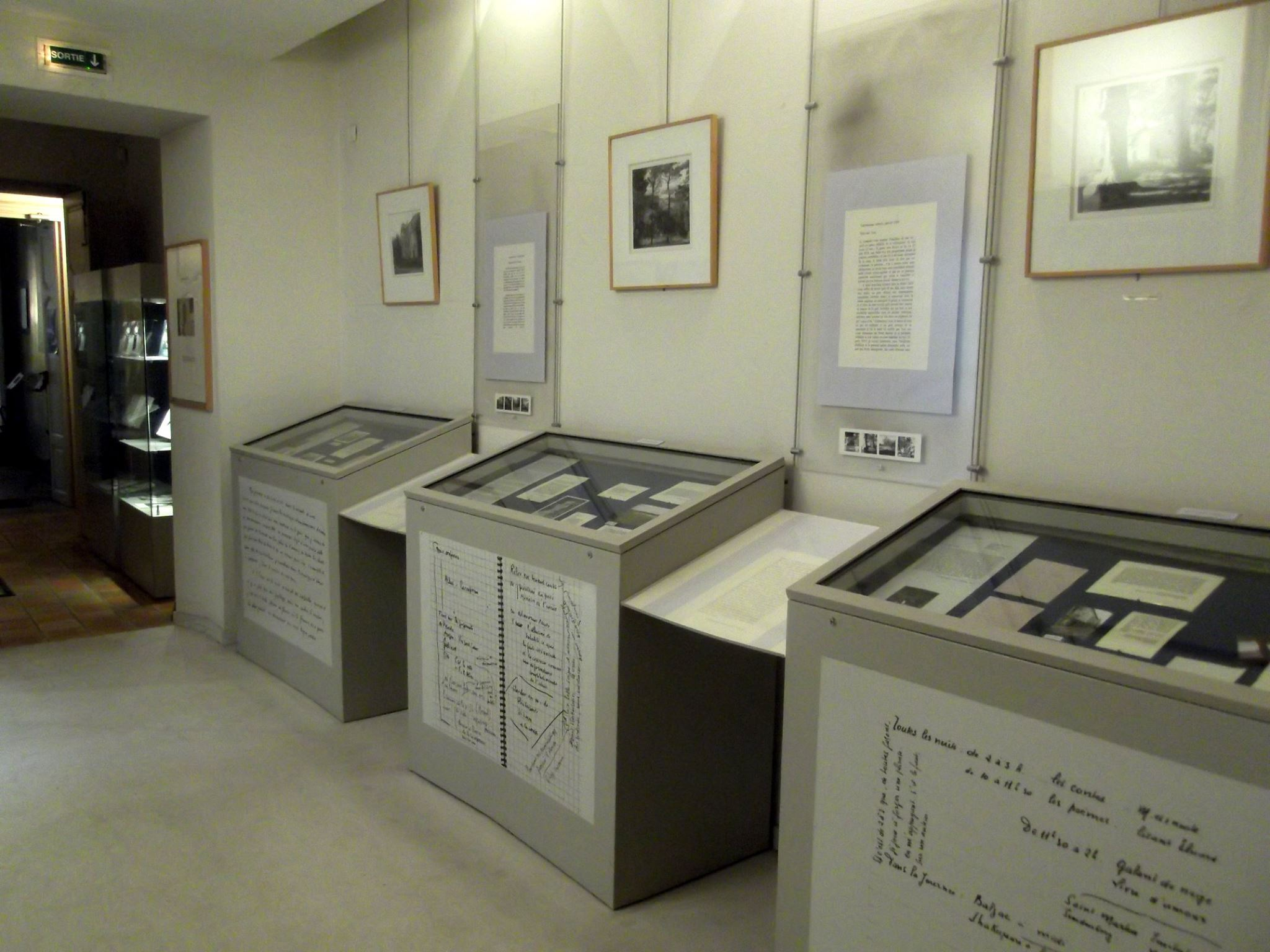
Une des salles du Musée consacré à Joë Bousquet.